# (10258) Sárneczky
(10258) Sárneczky ist ein Asteroid des Hauptgürtels, der am 6. Januar 1940 von dem ungarischen Astronomen György Kulin am Konkoly-Observatorium in Budapest entdeckt wurde.
Der Asteroid wurde am 5. Oktober 2017 nach dem ungarischen Amateurastronomen Krisztián Sárneczky (* 1974) benannt.